# ناحیه أم علی
ناحیه أم علی (به عربی: دائرة أم علی) یک ناحیه در الجزایر است که در استان تبسه واقع شده‌است.